# Michael Mogaladi
Michael Mogaladi (7 luglio 1982) è un ex calciatore botswano, di ruolo centrocampista.

## Carriera

### Club
Nel 2013 ha giocato una partita nella CAF Champions League.

### Nazionale
Tra il 2003 ed il 2014 ha totalizzato complessivamente 54 presenze e 4 reti in nazionale.

## Palmarès

### Club

#### Competizioni nazionali
- Campionato botswano: 1

Mochudi Centre Chiefs: 2008
- Coppa del Botswana: 1

Mochudi Centre Chiefs: 2008
- Orange Kabelano Charity Cup: 1

Mochudi Centre Chiefs: 2008